# 台灣多年臥孔菌
台灣多年臥孔菌，屬多孔菌科一種，是木棲腐生的中型菇類。該菇類只生長台灣之低中海拔林區，是該地區的特殊菌類品種，而生長期間約是在春夏兩季之間。